# دینا اسکات
 دِینا اسکات (انگلیسی: Dana Scott؛ زاده ۱۱ اکتبر ۱۹۳۲) استاد بازنشستهٔ دانشگاه کارنگی ملون، ریاضی‌دان و فیلسوف و متخصص مشهور آمریکاییِ علوم رایانه است. اسکات در سال ۱۹۵۴ در دانشگاه پرینستون و در منطق ریاضی زیر نظر آلونزو چرچ دکتری گرفته است و در آکسفورد و برکلی استاد بوده است. در حیطه‌های گوناگونی از منطق ریاضی اسکات دارای آثار بسیار مهمی است، از جمله در نظریهٔ مجموعه‌ها و منطق موجهات و منطق‌های نامتناهی.
در فلسفه و منطق، اسکات برندهٔ جایزه‌ٔ شوک در ۱۹۹۷ شده است (پس از مایکل دامت و پیش از جان رولز). در علوم رایانه نیز او، به همراه مایکل رابین، در ۱۹۷۶ برندهٔ جایزه تورینگ شده است.

## شروع کار حرفه‌ای
او مدرک کارشناسی در ریاضیات از دانشگاه کالیفرنیا، برکلی را در سال ۱۹۵۴ دریافت کرد. او در دانشگاه پرینستون پی‌اچ‌دی خود را با پایان‌نامه‌اش در مورد توالی همگرای نظریه‌های کامل تحت نظارت آلونزو چرچ گرفت و از پایان‌نامه‌اش در سال ۱۹۵۸ دفاع کرد. پس از اتمام دکترای به دانشگاه شیکاگو نقل مکان کرد و تا سال ۱۹۶۰ به عنوان مربی در آنجا مشغول کار شد.